# دربرهو (أيسين)
دربرهو (بالفارسية: دربرهو) هي قرية تقع في إيران في قسم أيسين الريفي.